# Ганнівка (станція)
Ганнівка  — проміжна залізнична станція 4-го класу Полтавської дирекції Південної залізниці на електрифікованій лінії Полтава-Південна — Кременчук між станціями Кобеляки (16 км) та Галещина (13,1 км). Розташована в селі Лутовинівка Кременчуцького району Полтавської області.

## Історія
Станцію Ганнівка споруджувалась наприкінці 1860-х років ХІХ століття, під час прокладання Харківсько-Миколаївської залізниці і була відкрита 1870 року. Регулярний рух поїздів через станцію розпочався влітку 1871 року. Назву станція  отримала від землевласника за прізвищем Ганна, землями якого пролягла залізнична колія.
У 1899 році було відправлено 450 тис. пудів різних вантажів. Основну частину включав хліб, який вивозився переважно у Миколаїв. Кількість пасажирських перевезень значно збільшилася, у зв'язку з будівництвом церкви Різдва Богородиці в селищі Козельщина та наявністю там чудотворної ікони Божої Матері.
Під час Другої світової війни станція зазнала руйнувань. З перших днів війни на станції безперебійно рухалися вагони з обладнанням евакуйованих підприємств та військовою технікою. У серпні — початку вересня 1941 року в районі станції вів запеклі бої з фашистами бронепоїзд «Маршал Будьонний», побудований і укомплектований полтавськими залізничниками.
З 15 вересня 1941 по 25 вересня 1943 року станція перебувала фашистській окупації. В період німецько-фашистської окупації частина жителів села Лутовинівка входило до підпільної групи. Місцеві партизани підпалювали цистерни з паливом. Коли німці відступали, то вони знищили станцію вщент.
Поруч зі станцією розташовані занедбані під'їзні колії і насип недобудованої лінії Золотоноша — Новомосковськ. Насип була побудована до 1914 року в ході Гришино-Рівненської залізниці, проте з початком Першої світової війни будівництво було припинено. Друга спроба ввести в дію залізницю датувалося 1941 роком, однак знову завадила війна.
У 1976 році зведена будівля вокзалу. Станом на 1976 рік на станції  завантажувалося 9628 і розвантажувалися 17474 вагони.
У 2008 році відреставрований фасад і покрівля залізничного вокзалу.
У 2011 році станція електрифікована змінним струмом (~25 кВ) в складі дільниці Полтава-Південна — Кременчук.

## Пасажирське сполучення
На станції Ганнівка зупиняються приміські поїзди сполученням Полтава — Кременчук.
Раніше на станції зупинялися декілька поїздів далекого сполучення. З 22 вересня 2018 року призначалися приміські електропоїзди сполученням Полтава — Золотнишине (м. Горішні Плавні), які згодом були скасовані через нерентабільність.

## Послуги
Станція надає послуги:
- Відвантаження зернових та будівельних вантажних вагонів з мінеральними добривами, вугіллям, кварцовим піском.
- Прийом та видача вантажів вагонними і дрібними відправками, що завантажуються цілими вагонами, тільки на під'їзних шляхах і місцях незагального користування.
- Прийом та видача вагонних відправок вантажів, які допускаються до зберігання на відкритих майданчиках станцій.
- Продаж квитків на всі пасажирські поїзди. Прийом та видача багажу не здійснюється.